# Maitland (Nova Gales do Sul)
Maitland é uma cidade na região de Hunter, no estado de Nova Gales do Sul, na Austrália. De acordo com o censo australiano de 2016, a população da cidade era de 78.015 habitantes.